# René Debanterlé
 (mars 2016).
Si vous disposez d'ouvrages ou d'articles de référence ou si vous connaissez des sites web de qualité traitant du thème abordé ici, merci de compléter l'article en donnant les références utiles à sa vérifiabilité et en les liant à la section « Notes et références ».
 (mars 2016).
- Si vous ne connaissez pas le sujet, laissez ce bandeau (vous pouvez alors contacter les auteurs).
- Si vous supprimez le contenu mis en cause (vous pouvez préalablement contacter les auteurs),

argumentez précisément cette suppression dans la page de discussion
(un manque de référence n'est pas un argument ; une recherche réelle de référence doit avoir été effectuée, être formellement documentée).
 (novembre 2020).
 (novembre 2020).
René Debanterlé (né le 6 février 1958 à Rocourt et mort le 5 juillet 1991 à Liège) est un historien de l'art, critique d'art et artiste belge.

## Études
- Diplômé de l’enseignement artistique secondaire supérieur à l’Académie royale des beaux-arts de Liège (1977)[1].
- Licencié en Histoire de l’art et archéologie de l’Université de Liège (1982).

Durant cette période, il étudie la gravure, la peinture, la tapisserie, la sémiologie, la théorie des couleurs et du nombre d’or à l’Académie des Beaux-Arts de Liège.
- Agrégé en Histoire de l’art et archéologie de l’Université de Liège (1983).
- Certificat en Histoire des religions de l’Université de Liège (1985).

## Biographie
- 1983 : Professeur à l’Académie royale des Beaux-Arts de Liège. Création des cours théoriques : Relations art-architecture-environnement, Histoire et théorie de la lettre et du chiffre[1].
- 1984 : Vice-président de l’asbl Galerie L’A à Liège dont il deviendra l’animateur permanent.
- 1986 : Boursier de l’Agence Québec/Wallonie/Bruxelles (Communauté française de Belgique), séjour à  Montréal pour enquête sur La critique d’art au Québec.
- 1986 : Chargé de cours Histoire du mobilier et des styles à l’Académie des Beaux-Arts de Liège
- 1986 : Boursier de la Communauté française de Belgique (Services des Lettres), séjour à l’Academia Belgica de Rome pour la rédaction du roman Memento sepelio.
- 1987-1991 : Membre de l’Association belge des critiques d’art (ABCA), section belge de l'Association internationale des critiques d'art (AICA)
- 1987 : Correspondant de la revue Art et culture du Palais des Beaux-Arts de Bruxelles.
- 1988 : Professeur de Technologie des arts visuels et approche de la condition matérielle de l’art à l’Institut Supérieur d’Étude des Langages Plastiques, Bruxelles.
- 1989-1991 : Conservateur-adjoint au Musée de la photographie à Charleroi. En 1989, il pense et réalise «l'espace didactique» à l'intention des écoles[2]. En 1990, il est commissaire de l'exposition Jacques Charlier, La photographie au service de l'idée, qui sera la dernière exposition qu'il organise[3].
- 1991 : il est inhumé au Cimetière de Saint Walburge à Liège.

## Activités artistiques
- 1973-1991 : Dessin, peinture, gravure et plus rarement sculpture et tapisserie[4].
- 1976 : Exposition de sculptures en plein air sur le terrain des anciennes usines de la rue Vivegnis (Liège).
- 1977 : Participe au groupe d'animation pour l'art dans la rue (actions dans la Ville).
- 1978 : Création de la musique d'une vidéo d'art, Le Mur, de Laura Tamar Parada (production RTBF).
- 1980 - 1990 : Nombreuses publications liées à son activité de critique d’art (dans +-O, Artefactum...)
- 1982 : Exposition collective au Centre Culturel de Seraing.
- 1984 : Organisateur de l'exposition 13 interventions dans le lieu à l'Ancien Cirque d'Hiver de Liège.
- 1990 : Exposition personnelle à la Galerie L'A, Liège.
- 1990 : S'implique ardemment lors de l'« Affaire Picasso » (la Ville de Liège envisageait de vendre le tableau de Pablo Picasso La famille Soler) [5].

## Publications
- René Debanterlé, Patrick Corillon, in Artefactum, 26, nov.-décembre 1988 - janvier 1989, p. 55.
- René Debanterlé, La couleur seule : L'expérience du monochrome. Lyon, Musée Saint-Pierre, 7.10-5.12-1988, in Artefactum, 27, fév.-mars 1989, p. 42-43.
- René Debanterlé, « L'Affaire Picasso ». De la morale à l'histoire, in Pierre-Yves Kairis (éd.), Le syndrome Picasso. Un pouvoir public peut-il vendre une œuvre d'art appartenant à son patrimoine ? Le cas liégeois, Liège, Académie royale des Beaux-Arts/Yellow Now, 1990, p. 47-50.
- Jacques Charlier : La photographie au service de l'idée. Conversation avec René Debanterlé, Charleroi, Tandem, 1990.
- Roland d’Ursel. Portraits d’artistes 1948-1952, Musée de la Photographie, Charleroi, 1990 (Notices biographiques par Marie-Christine Claes et René Debanterlé).
- René Debanterlé, Marc-Emmanuel Mélon & Dominique Polain, Autour de Léonard Misonne, Charleroi, Musée de la Photographie, 1990, p. 39-55. Rééd. sous le titre Léonard Misonne, en passant, Charleroi, 2004.

## Postérité
En 2004, une rétrospective de son œuvre est organisée au Musée d'art moderne et d'art contemporain de Liège. Le Commissaire est Françoise Dumont. Un catalogue est publié à cette occasion, avec un essai de Marie Anne Thunissen datant de 2002 (p. 10 à 16), et une biographie et une liste d'activités artistiques.